# 공사 (외교관)
공사(公使, minister) 또는 특명전권공사(特命全權公使, envoy)는 1815년 빈 회의에서 만들어진 직책으로, 서열상 특명전권대사와 변리공사의 중간에 있는 직위인 즉 서열 2위의 외교관 직책이다.

## 신임
특명전권공사는 파견국의 외교부 장관이 임명한다. 

## 업무
특명전권공사는 국내법상으로는 공사관의 장이며, 외교부 장관의 명을 받아 외교교섭 및 조약체결 등 기타 외교사무를 관장하며, 공사관 소속 공무원을 감독한다. 규모가 큰 대사관은 정무공사, 문화공사, 경제공사 등으로 세분화되어있다. 나라마다 조금씩 다르지만, 공사는 부 대사로 활동하기도 한다.

## 같이 보기
- 대사 (외교관)
- 대사관
- 영사